# Watermunt
De watermunt (Mentha aquatica) is een vaste plant uit de lipbloemenfamilie (Lamiaceae). De soort komt voor in Europa, Noord-Amerika, Azië, Afrika, Australië en Nieuw-Zeeland. De plant groeit vooral langs en in het water en in natte weilanden en bloeit van juni tot eind oktober.
De stengels zijn 30–90 cm lang en hebben gesteelde, eironde tot langwerpige, gezaagde tot gekartelde bladeren. De bladeren ruiken sterk naar pepermunt (Mentha ×piperata). De plant heeft zowel bovengrondse als ondergrondse uitlopers.
De roodachtig lila bloemen worden door insecten zoals honingbijen en hommels bestoven. De kelkbuis is 4–5 mm lang en heeft lancetvormige tanden. De bolvormige bloeiwijze bestaat uit één of twee schijnkransen.

## Trivia
- De plant is makkelijk vegetatief te vermeerderen door stukjes van de uitlopers.
- De watermunt is een van de kruisingouders van de pepermunt (Mentha ×piperita).
- De oude Egyptenaren en Grieken gaven hun doden soms een bosje watermunt mee in het graf.
- Vroeger werd de plant toegevoegd als smaakmaker aan thee.[1]

## Andere namen
- Aalkruid
- Bakkruid
- Boerenbalsem
- Vlooienkruid

... · 
M. aquatica (Watermunt) · 
M. arvensis (Akkermunt) · 
M. longifolia (Hertsmunt) · 
M. ×piperita (Pepermunt) · 
M. pulegium (Polei) · 
M. ×rotundifolia (Wollige munt) · 
M. spicata (Aarmunt) · 
M. suaveolens (Witte munt) · 
...